# Cherarba
 (octobre 2021).
Si vous disposez d'ouvrages ou d'articles de référence ou si vous connaissez des sites web de qualité traitant du thème abordé ici, merci de compléter l'article en donnant les références utiles à sa vérifiabilité et en les liant à la section « Notes et références ».
Cherarba est un quartier de la commune des Eucalyptus, de la wilaya d'Alger en Algérie, située dans la banlieue sud-est d'Alger.

## Histoire
Ce quartier a été créé lors du découpage administratif de la commune des Eucalyptus en 1984.

## Économie
La Banque de développement local, construite en 2020, se situe dans cette ville.

## Géographie

### Situation
Le quartier de Cherarba est situé au sud-est de la wilaya d'Alger, à 19 km au sud-est d'Alger.